# Phyllognathia simplex
Phyllognathia simplex is een garnalensoort uit de familie van de Hymenoceridae. De wetenschappelijke naam van de soort is voor het eerst geldig gepubliceerd in 1973 door Fujino.